# Christian Rodembourg

Wappen von Christian Rodembourg

Christian Rodembourg MSA (* 26. August 1956 in Brüssel, Belgien) ist ein belgischer Ordensgeistlicher und römisch-katholischer Bischof von Saint-Hyacinthe.

## Leben
Christian Rodembourg trat 1989 der Ordensgemeinschaft der Société des Missionnaires des Saints Apôtres bei und legte am 12. Mai 1991 die zeitliche Profess ab. Am 29. Mai 1994 legte Rodembourg die ewige Profess ab. Er empfing am 5. August 1995 das Sakrament der Priesterweihe.
Am 29. Juni 2017 ernannte ihn Papst Franziskus zum Bischof von Saint-Hyacinthe. Der Erzbischof von Sherbrooke, Luc Cyr, spendete ihm am 17. September desselben Jahres die Bischofsweihe. Mitkonsekratoren waren sein Amtsvorgänger François Lapierre PME und der Bischof von Saint-Jean-Longueuil, Lionel Gendron PSS.